# Salles, Hautes-Pyrénées
Salles là một xã thuộc tỉnh Hautes-Pyrénées trong vùng Occitanie tây nam nước Pháp.